# Neuroleon (Neuroleon) guernei
Neuroleon (Neuroleon) guernei is een insect uit de familie van de mierenleeuwen (Myrmeleontidae), die tot de orde netvleugeligen (Neuroptera) behoort. 
Neuroleon (Neuroleon) guernei is voor het eerst wetenschappelijk beschreven door Navás in 1914.